# Alexandra Murăruș
Alexandra Murăruș (n. 18 decembrie 1985, București, România) este o actriță de teatru, film și traducătoare română.

## Biografie
Alexandra Murăruș a studiat între anii 2004-2008 la U.N.A.T.C, Facultatea de Teatru, secția Arta Actorului, București.

## Filme
- Inocența furată (2006) - Raluca
- Ultimul glonț (2012) - Nadia
- The Dancing Dogs Of Dombrova (2018) - Marta

## Teatru
- Moartea unui comis voiajor de Arthur Miller
- Mamouret de Jean Sarment
- Autobahn de Neil LaBute
- Hamlet de William Shakespeare
- Martiri de Marius von Mayenburg
- Biedermann și incendiatorii de Max Frisch
- Woyzeck de Georg Büchner
- Reasons to be pretty de Neil LaBute
- Trei surori de A. P. Cehov